# 12 Metre

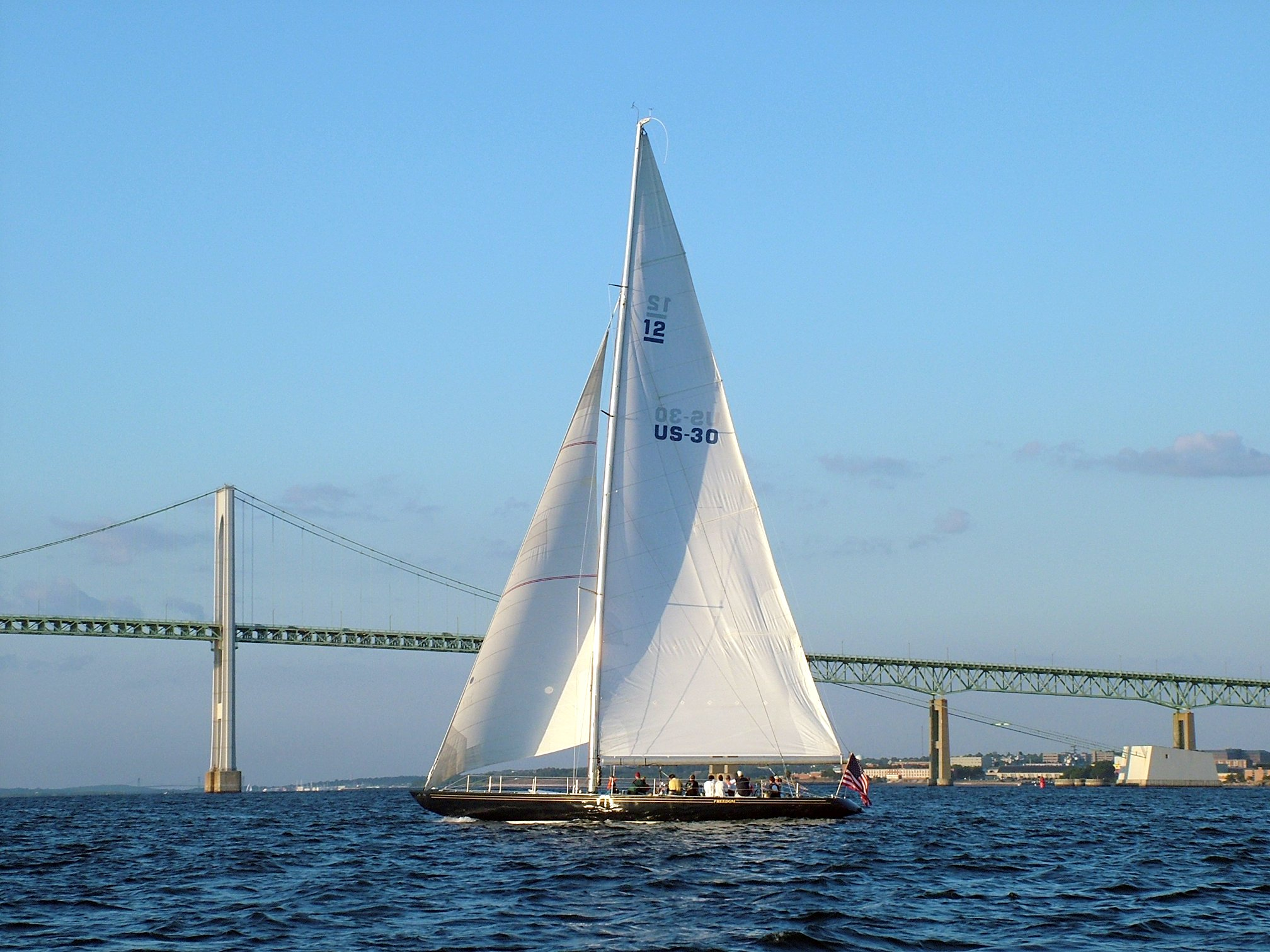
A embarcação Freedom é um dos exemplos mais conhecidos da classe 12 Metre.

A classe internacional dos 12 metros, internacionalmente conhecida como 12 Metre, é uma classe de iates clássicos de corrida. Geralmente, os barcos da classe de 12 metros variam de 65 a 75 pés (cerca de 20 a 23 m) de comprimento total; na maioria das vezes são equipados com saveiros, com mastros de aproximadamente 85 pés (26 m) de altura. As primeiras embarcações desta classe foram construídas em 1907, e a classe esteve presente nos Jogos Olímpicos de Verão de 1908, 1912 e 1920, mas poucos barcos participaram da modalidade.
A competitividade entre os barcos da classe é mantida ao exigir que os barcos estejam em conformidade com a fórmula de 12 metros. Os projetistas e construtores devem levar em consideração aspectos como a área da vela, o comprimento do barco na linha d'água e a circunferência do barco.